# Palaemonetes vulgaris
Palaemonetes vulgaris is een garnalensoort uit de familie van de Palaemonidae. De wetenschappelijke naam van de soort is voor het eerst geldig gepubliceerd in 1818 door Say.